# Автошлях Т 2601
Автошля́х Т 2601 — автомобільний шлях територіального значення у Чернівецькій та Івано-Франківській областях. Пролягає територією Чернівецького, Вижницького, та Косівського районів через Чернівці — Вашківці — Вижницю — Кути — Путилу — пункт контролю Руська, з під'їздом до пункт контролю Шепіт. Загальна довжина — 120,7 км.

## Маршрут
Автошлях проходить через такі населені пункти:
| Автошлях Т 2601           |           |
| Чернівецька область       |           |
| Чернівецький район        |           |
| Чернівці                  | Р62Т 2602 |
| Біла                      |           |
| Стрілецький Кут           |           |
| Ревне                     |           |
| Бурдей                    |           |
| Коростувата               |           |
| Глиниця                   | Т 2607    |
| Вижницький район          |           |
| Зеленів                   |           |
| Брусниця                  | Т 2620    |
| Чортория                  |           |
| Вашківці                  |           |
| Слобода-Банилів           |           |
| Банилів                   |           |
| Мілієве                   |           |
| Іспас                     |           |
| Чорногузи                 | Т 2615    |
| Вижниця                   | Р62       |
| Івано-Франківська область |           |
| Косівський район          |           |
| Кути                      | Т 0904    |
| Тюдів                     |           |
| Чернівецька область       |           |
| Вижницький район          |           |
| Підзахаричі               |           |
| Околена                   |           |
| Бисків                    |           |
| Мариничі                  |           |
| Дихтинець                 |           |
| Киселиці                  |           |
| Соколій                   |           |
| Тораки                    |           |
| Путила                    |           |
| Плоска                    |           |
| Селятин                   |           |
| Шепіт (пункт контролю)    |           |
| Руська                    | Т 2609    |
| Руська (пункт контролю)   |           |